# Giancarlo Tartoni
Giancarlo Tartoni (né le 20 novembre 1948 à Vernio de la province de Prato en Toscane) est un coureur cycliste italien, professionnel de 1969 à 1980 dans diverses équipes. Il réalise sa meilleure saison professionnelle en 1977 en remportant le Grand Prix de Larciano et une étape du Tour d'Italie.

## Palmarès
- 1977
  - Grand Prix de l'industrie et de l'artisanat de Larciano
  - 13e étape du Tour d'Italie

## Résultats sur les grands tours

### Tour d'Italie
8 participations
- 1969 : abandon
- 1971 : abandon (2e étape)
- 1974 : 93e
- 1975 : 54e
- 1976 : 60e
- 1977 : abandon (17e étape), vainqueur de la 13e étape
- 1978 : 62e
- 1979 : abandon (11e étape)

### Tour d'Espagne
- 1977 : abandon (19e étape)